# Tarabita
El tarabita es un primitivo teleférico utilizado en ciertas regiones accidentadas de los andes colombianos, venezolanos y ecuatorianos. Se compone de una silla o una canastilla que va sujeta a un cable por medio de una polea, empleándose la gravedad como propulsora. La extensión de una tarabita puede variar de algunos metros a más de un kilómetro. Fue muy utilizada en los siglos anteriores, ante la ausencia de puentes, para atravesar ríos y cañones.  Estuvo a punto de desaparecer como medio de transporte, entre otras razones, por su inseguridad, pero en los últimos años está siendo reactivada como atracción turística, tanto para observar el panorama como por la sensación de vértigo que provoca en el usuario.
Suele utilizarse además para transporte de cargas agrícolas en terrenos donde la topografía no permite la construcción de carreteras. Con los recientes avances tecnológicos se han desarrollado mejoras en estos rudimentarios sistemas con el fin de brindar seguridad y mayor eficiencia, como por ejemplo la utilización de motores eléctricos, variadores de frecuencia o velocidad, sistemas de freno y utilización de energía solar (ver tarabita solar Huila Colombia).